# Georg Raphael Donner
Georg Raphael Donner (Essling, 24 maggio 1693 – Vienna, 15 febbraio 1741) è stato uno scultore e prete austriaco, le cui opere si caratterizzarono per il passaggio dallo stile barocco a quello neoclassico.

## Biografia

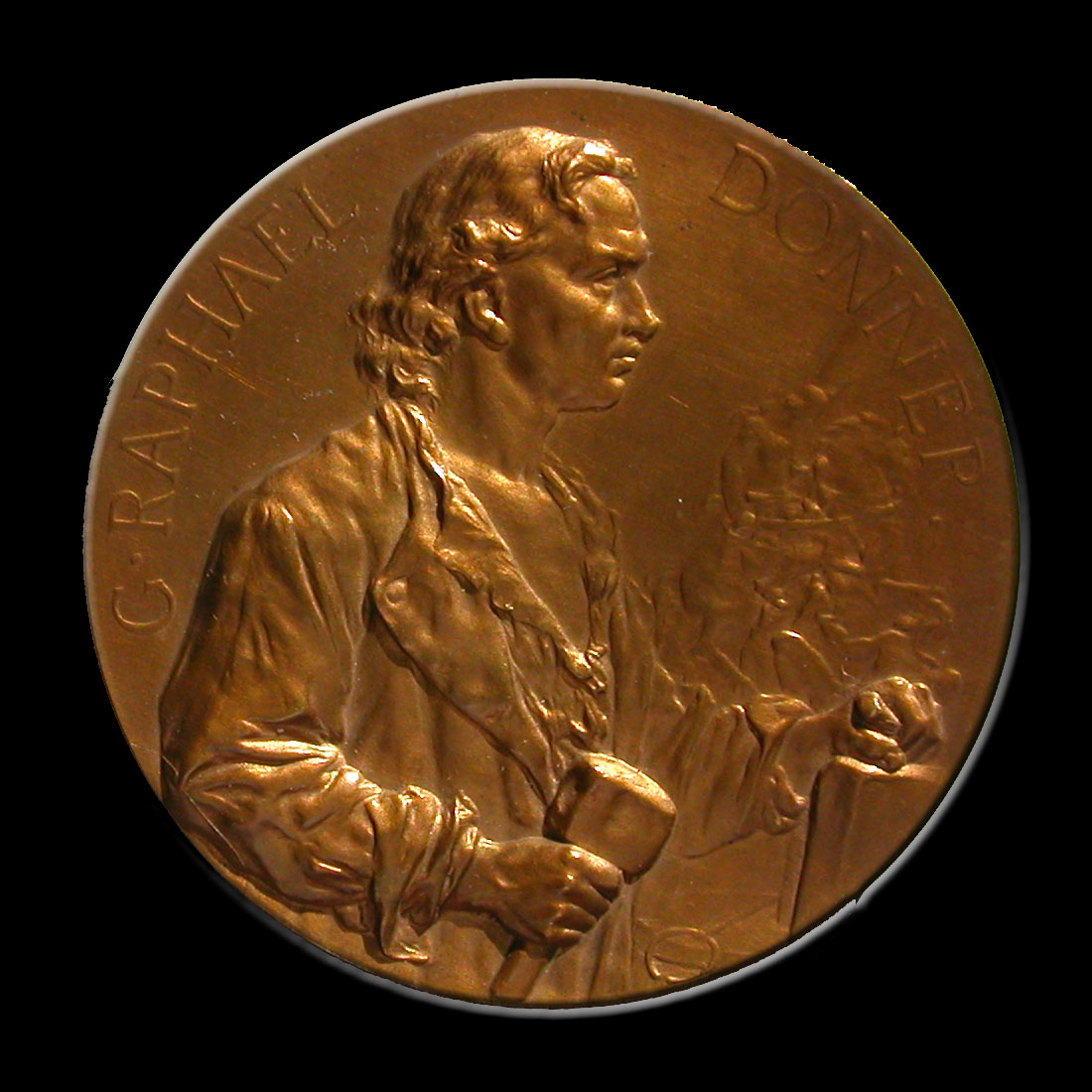
Georg Raphael Donner, medaglia realizzata da Stefan Schwartz

Il suo percorso formativo seguì gli studi dapprima svolti sotto la guida dell'orafo Johann Kaspar Prenner, e poi con lo scultore veneziano Giovanni Giuliani,  di cui fu già un valido aiutante per i lavori effettuati nel palazzo Liechtenstein viennese e nella abbazia di Heiligenkreutz.
Dopo di che, intorno all'anno 1715, Donner soggiornò a Venezia dove eseguì un pregevole Ritratto del conte Gunner von Althan che portò con sé a Vienna (Accademia), dove eseguì numerosi lavori importanti, quali la cappella del castello Harrach. Artista girovago, sempre negli stessi anni lo ritroviamo a Linz per le sculture sulla facciata della cappella locale dei Cavalieri Teutonici, e poi a Klosterneuburg, per un Mercurio e Cupido e un Purgatorio sul portale del cimitero.
Dal 1725 lo scultore si trasferì a Salisburgo, dove eseguì pregevoli sculture per lo scalone del castello di Mirabell, tra le quali un Paride; due anni dopo realizzò San Giovanni Nepomuceno nuovamente per il castello Harrach.
Dal 1728 passò a Presburgo dove si attivò per numerosi lavori, la cui cronologia però è incerta. Le notizie certe sono che fino al 1732 operò per la decorazione della cappella di San Giovanni Elemosinario nel duomo, caratterizzandola con elementi barocchi, arricchendola con statue raffiguranti la Storia della passione e altre riferite al suo mecenate, l'arcivescovo Esterházy.
Seguirono altre opere presso il duomo di Presburgo e per la cappella Esterházy, dei Gesuiti di Zagabria mentre negli stessi anni trenta del secolo rientrò a Vienna per lavori al Municipio, al Belvedere, come la Vittoria e il Carlo VI, oltre che per la celebre Fontana della Provvidenza (1738-1739) del Neuer Markt, contraddistinta dai raffinatissimi Fiumi (Museo dell'Arte Barocca di Vienna), e infine per un altro dei suoi capolavori, la Crocifissione del duomo di Gurk, ultimato dai seguaci nel 1767.
Le sue sculture furono realizzate inizialmente in marmo e bronzo, ma successivamente preferì utilizzare il piombo, le cui caratteristiche si adattavano bene alla sua modellatura, ai contorni decisi e alle figure peculiari della sua arte.
Seppur appartenente alla corrente classica, i suoi lavori furono sempre meditati e ravvivati da una originale e coinvolgente scelta di luci che risolvono le trame pittoriche in forme solenni ed eleganti.

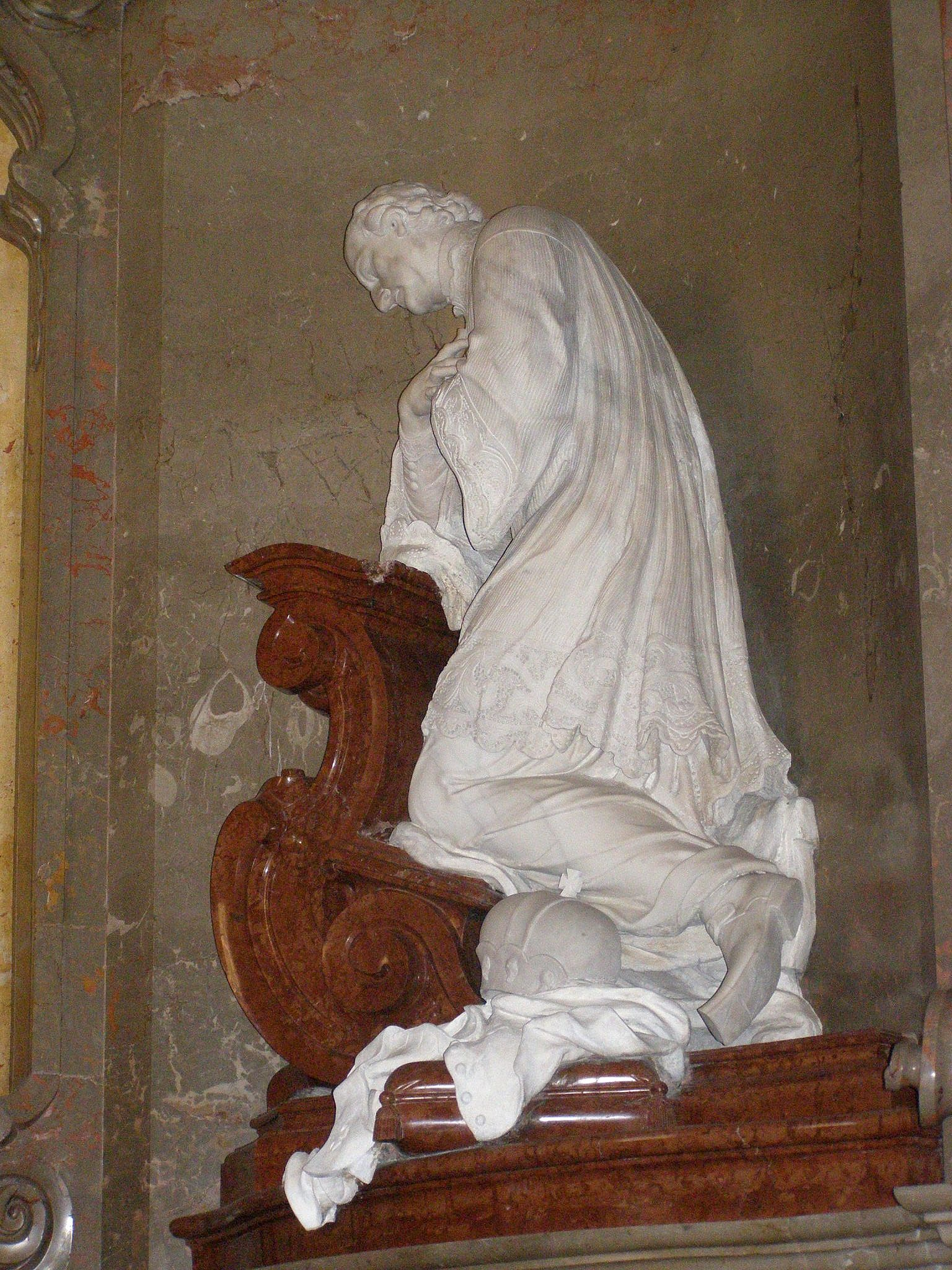
Arcivescovo Imrich Esterházy, cattedrale di San Martino, Bratislava.
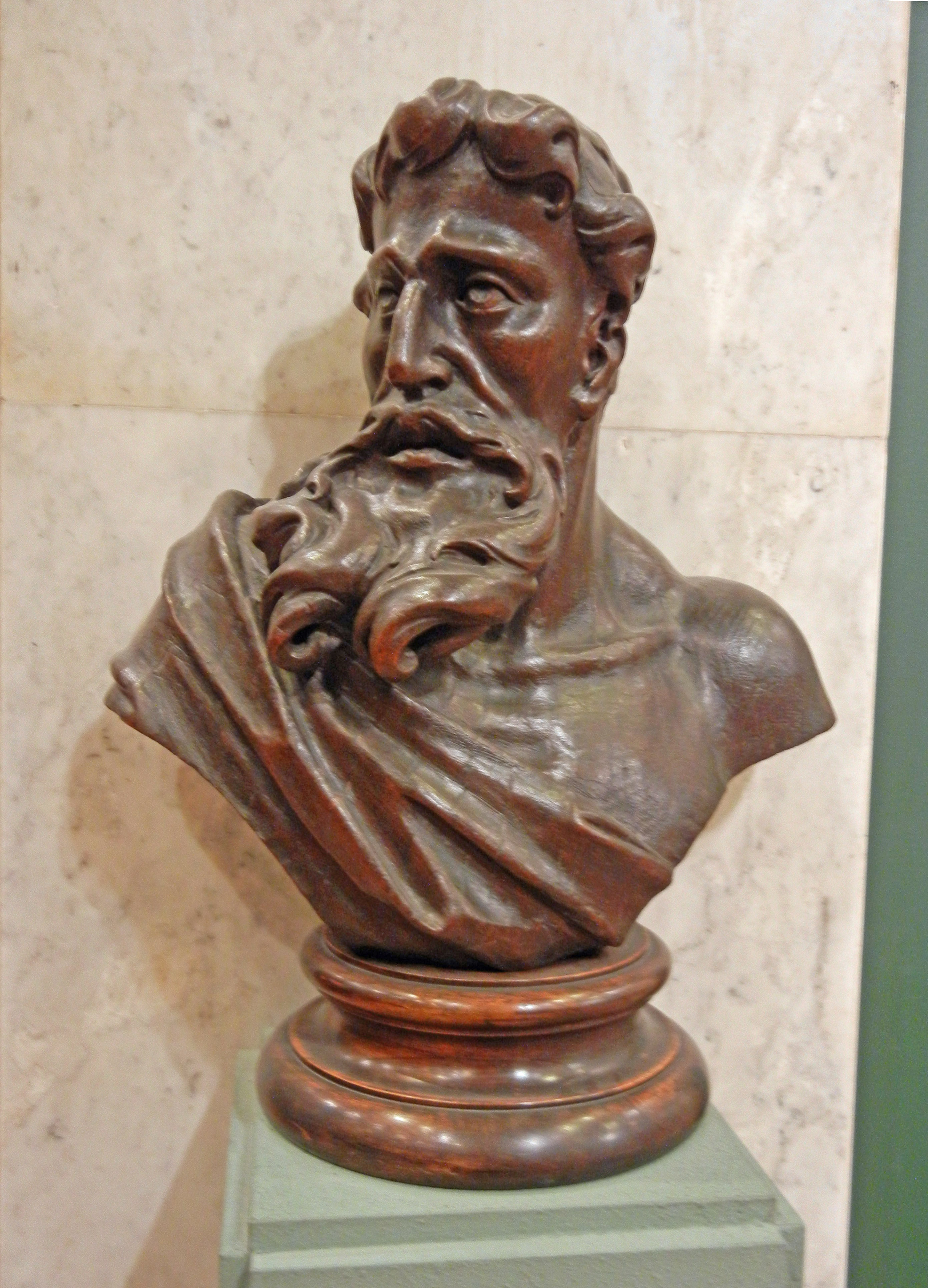
Busto dal coro della cattedrale di Bratislava, 1736, Galleria nazionale ungherese, Budapest.
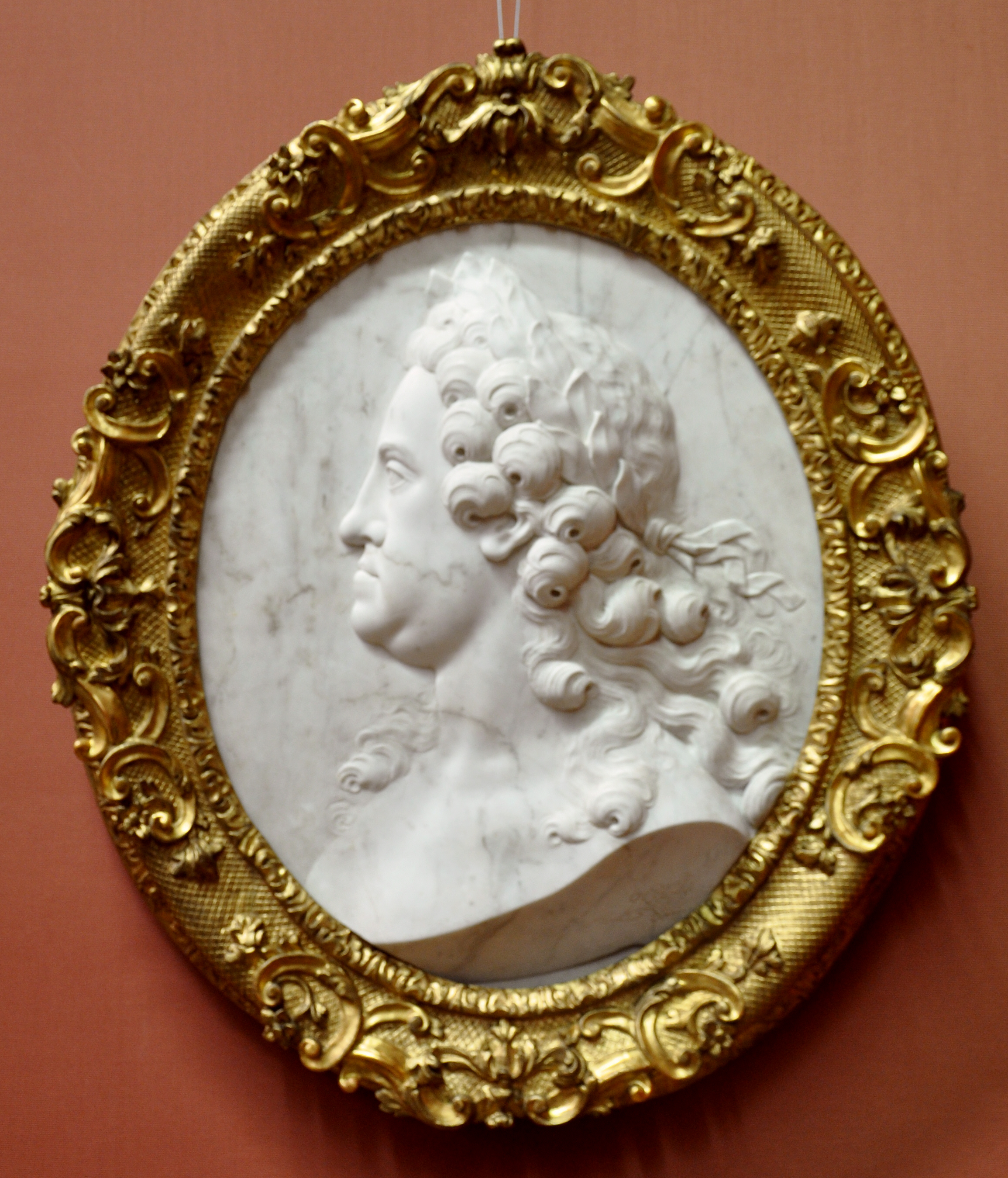
Carlo VI, 1734, Kunsthistorisches Museum, Vienna.